# Empirische Funktion
Eine empirische Funktion oder Erfahrungsfunktion ist eine mathematische Funktion, die aus der Beobachtung, Messung oder experimentellen Analyse von vor allem naturwissenschaftlichen oder sozialwissenschaftlichen Vorgängen gefunden wird. Sie beschreibt also real ablaufende Phänomene. Beispiele sind die Aufzeichnung der Raumtemperatur in einem bestimmten Zeitintervall oder das Zeit-Weg-Verhalten eines Körpers.
Oft ist mit empirischer Funktion die Funktion gemeint, die mit diesen empirisch gefundenen Daten (in einem gewissen Sinne) gut vereinbar ist. Manchmal spricht man gerade dann, wenn kein funktionaler Zusammenhang in der Art eines Funktionsterms angegeben werden kann, von einer empirischen Funktion.